# Ibn al-Qayyim
Shams ad-Dīn Abū ʿAbd Allāh Muḥammad ibn Abī Bakr ibn Ayyūb az-Zurʿī d-Dimashqī l-Ḥanbalī (29 de janeiro de 1292 – 15 de setembro de 1350 dC / 691 AH–751 AH), comumente conhecido como Ibn Qayyim al-Jawziyya ("O filho do diretor da [escola de] Jawziyyah") ou Ibn al-Qayyim ("Filho de o principal"; ابن القيّم) para abreviar, ou reverencialmente como Imam Ibn al-Qayyim na tradição sunita, foi um importante jurisconsulto, teólogo e escritor espiritual islâmico medieval. Pertencente ao Hambalismo de jurisprudência sunita ortodoxa, da qual é considerado "um dos pensadores mais importantes", Ibn al-Qayyim também foi o principal discípulo e aluno de Ibn Taymiyyah, com quem foi preso em 1326 por discordar da tradição estabelecida durante o famoso encarceramento de Ibn Taymiyyah na Cidadela de Damasco.